# Kaliber
Kaliber är ett mått som anger diametern hos eldvapenammunition (eller projektiler överlag) eller den minsta invändiga diametern i ett eldrör/pipa eller lopp. Kaliber kan således användas om både kaliberbunden ammunition (eldrörsammunition) och icke-bunden sådan såsom öppna raket- och robotprojektiler, då om själva verkansdelen (kroppen) utan fenor eller vingar.
Kaliber kan indelas i olika klasser beroende på diameterns relativa storlek, traditionellt: finkaliber, mellankaliber, grovkaliber. Det kan även delas in i ammunitionens diameter relativt dess eldrörs kaliber: underkaliber, fullkaliber och överkaliber. Ordet kaliber används även för att beskriva längden på eldrör, så kallad kaliberlängd. Det är även vanligt att inkorporera både projektildiameter och hylslängd när man talar om kalibermått hos kaliberbunden ammunition (se Beteckningar).
Måttet används ofta som en del av beteckningen för vapnet, exempelvis Carl Gustaf 84 mm granatgevär, samt för den ammunition som är avsedd för vapnet, exempelvis 6,5 mm patron m/94.

## Kaliberbunden ammunition
- Till vänster: 7,62 × 39 mm
- Till höger 7,62 × 25 mm
- Två Kaliberbundna patroner i kaliber 7,62 mm där hylslängden används i vardera beteckning för att undvika förväxling.

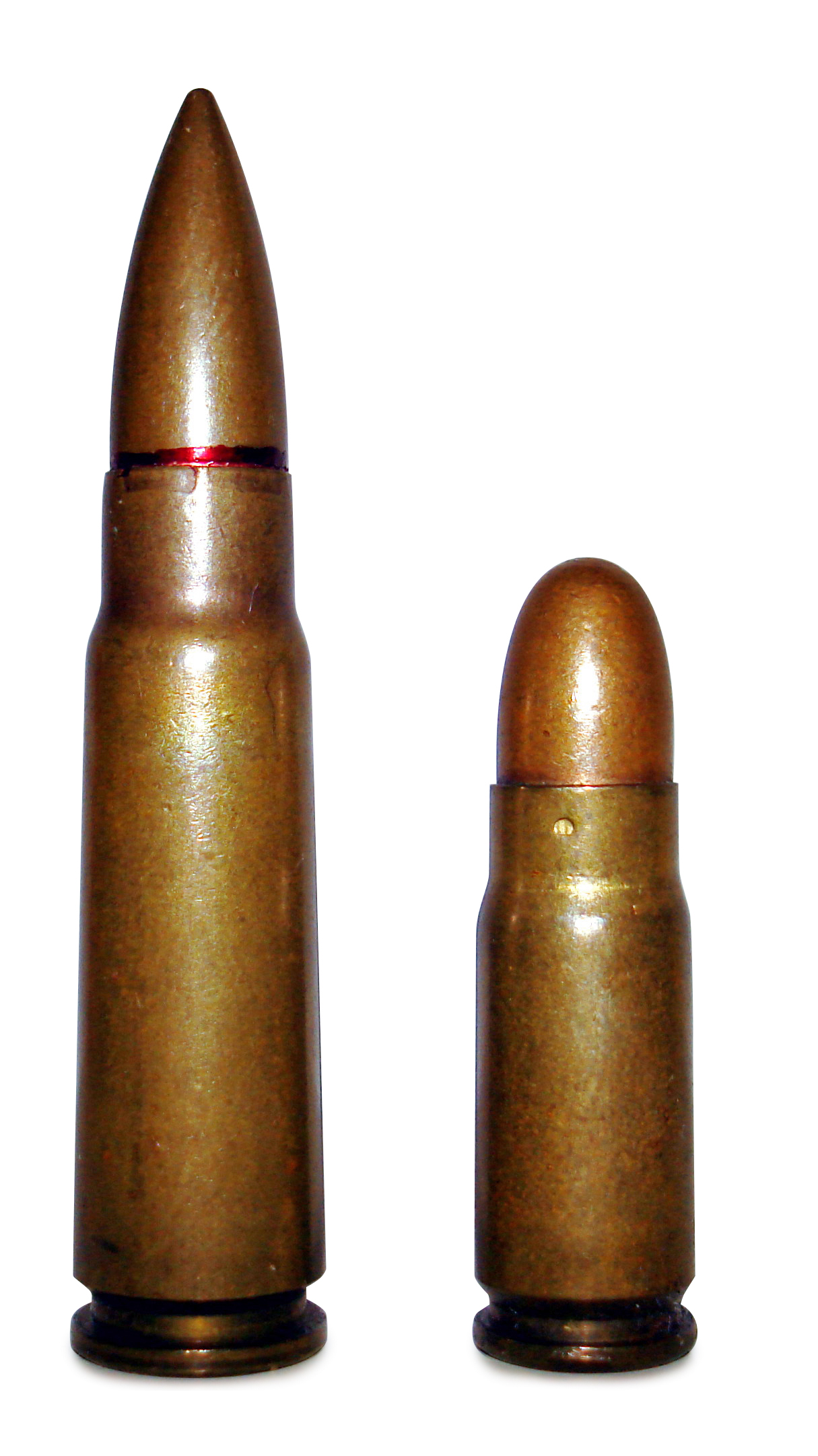

Kaliberbunden ammunition är sådan ammunition som skjuts från eldrör/pipa med en bestämd angiven kaliber. Ammunitionen kan vara sådan där projektilen (verkansdelen) accelereras till sin fulla projektilhastighet i eldröret eller i banan med hjälp av en raketmotor.
Kaliberbundna ammunition använder ofta någon form av längdmått för att särskilja olika patroner med samma projektilkaliber. Vanligast är enhetspatroner där hylslängden inräknas i kalibermåttet.

## Svenska försvarsmakten
Inom svenska försvarsmakten anges kalibrar under 6 cm i millimeter och kalibrar över eller lika med 6 cm i centimeter.[källa behövs]
I modern tid används främst internationell kaliberindelning där ammunition under 20 millimeter kallas finkalibrig, mellan 20 till 60 millimeter mellankalibrig och över 60 millimeter grovkalibrig, men särskilt historiskt har olika försvarsgrenar använt olika kaliberklasser för indelning av ammunition (se följande tabeller):
Internationellt
| Finkaliber    | – under 20 mm |
| Mellankaliber | – 20 – 60 mm  |
| Grovkaliber   | – över 60 mm  |

Arméns artilleri
| Lätt kaliber      | – under 105 mm |
| Medeltung kaliber | – 105 – 149 mm |
| Tung kaliber      | – över 149 mm  |

Marinens artilleri
| Lätt kaliber      | – under 120 mm |
| Medelsvår kaliber | – 120 – 203 mm |
| Svår kaliber      | – över 203 mm  |

Flygvapnet
| Finkaliber  | – under 12,7 mm |
| Grovkaliber | – över 12,7 mm  |

## Engelska kalibermått
I den angloamerikanska delen av världen anger man kalibermått i engelsk tum, följt av ett namn eller annan beteckning. I England anger man kalibern med en noggrannhet av en tusendels tum som i .303 British, .404 Jeffrey och .416 Rigby. I USA angavs kalibern med en noggrannhet av en hundradels tum, följt av någon uppgift om årtal, drivladdningens vikt, tillverkare eller liknande. Exempelvis .22 Long Rifle, .30-30 Winchester och .30-06 Springfield.
Senare har man likt engelsmännen använt noggrannheten en tusendels tum, som .270 Winchester. Dock är systemet inte helt konsekvent, ibland väljs en kaliberangivelse för att få ett slagkraftigt namn till marknadsföring eller för att skilja kalibern från liknande kalibrar. Exempel på detta är .378 Weatherby Magnum som är .375" (för att särskilja) och .460 Weatherby Magnum som är .458" (marknadsföringsskäl). Remingtons .222 rem och .223 rem är bägge .224" men .222 valdes av marknadsföringsskäl och .223 för att skilja de olika patronerna åt.

## Beteckningar
Det idag vanliga sättet att beskriva en patron ; exempelvis 9 × 57 mm, stammar från Tyskland, och blev vanligt i Sverige efter andra världskriget. Den första siffran beskriver kalibern (ibland pipdiameter och ibland kuldiameter), och det andra måttet anger patronhylsans totala längd. I enstaka fall kan det finnas två olika patroner med samma måttangivelse. Så till exempel med 9,3 × 57 mm, numera finns nästan bara studsarpatronen kvar i användning, men i början av 1900-talet fanns det en brytvapen patron med samma beteckning : 9,3x57. Denna hade betydligt slankare hylsa och en fläns.
Tidiga Husqvarna repeterstudsare stämplades bara med exempelvis 9,3 på pipan, utan att ange hylslängden, men Husqvarna tillverkade bara 9,3×57 på den tiden så det var inte så mycket att ta fel på. När sedan 9,3 × 62 mm kom till i sortimentet hade man infört komplett stämpling med hela beteckningen.
Suffix av typen Special, Magnum, Nitro, Express med flera, används ibland för att markera att det rör sig om en kraftigare laddad ammunitionstyp. Beteckningarna efter måtten förklarar vad det är för typ av ammunition:
IS, i 8 × 57 IS (7,92 × 57 mm), står för Infanteri och Spetskula (tyska: Infanterie, Spitzgeschoss). I engelsk litteratur kallas kalibern ofta 8 × 57 JS av ett tidigt översättningsfel där översättare läste fel på det gotiska I:et och tolkade det som ett J)
J, i 8 × 57 J (7,92 × 57 mm), J står för Jakt (tyska: Jagd). Patronen kommer från den tyska fabriken Mauser, en del länder tillät inte att militär ammunition användes till jakt, då tog man fram en snarlik patron att saluföra till jägarna. 8 × 57 J har en något mindre kaliber än JS. I patronens hemland Tyskland var jakt tillåten med militär patronen, men jägarna misstrodde den gången Spetskulor, man vill hellre ha äldre ogivalkulor, 8 × 57 J laddades därför i början enbart med ogivalkulor.
R står för randpatron (patronhylsa med fläns; tyska: rand, tyska: rim). En vanlig patrontyp för brytvapen, kombibössor, dubbelstudsare och enkelstudsare.
LR, i .22 LR, och betyder Long Rifle (salongsgevär).
Suffix kan också ange företaget som utvecklat ammunitionen (eller så skrivs hela namnet ut, till exempel Norma, Savage eller Mauser):
- Win står för Winchester
- Rem står för Remington
- Mag står för Magnum

Suffixen kan också avse ursprungsland för att skilja liknande kalibrar från varandra. Till exempel
- 6,5 × 55 Swedish Mauser
- 6,5 Japanese Arisaka
- .303 British
- 7,65 Argentine

Andra beteckningar som kan följa betecknar vad det är för typ av ammunition och inte kalibern.
FMJ står för Full Metal Jacket och är en helmantlad kula och JHP eller bara HP står för Jacketed Hollow Point resp. bara Hollow Point, dvs. hålspetskulor.

## Metriska kalibermått
När det gäller ammunition till civila eldhandvapen avses med kaliber ofta en viss hylsstorlek.
Enligt det metriska systemet så anges en sådan kaliber med loppets invändiga diameter gånger hylsans längd. Exempelvis 6,5 × 55 mm. Dock råder ej fullständig konsekvens eftersom man i en del fall anger loppets största diameter. Exempelvis har loppet i vapen av kalibrarna 9,3 × 57 mm, 9,3 × 62 mm och 9,3 × 74 mm R en innerdiameter av 9,0 mm. För ordningens skull ska nämnas att 9,3 × 72 mm har en annan pipkaliber än de övriga 9,3 mm. I andra fall har man avrundat siffrorna och loppet i ett vapen av kaliber 8 × 57 mm JS har en innerdiameter av 7,89 mm.
Dessutom förekommer fall där man översatt en angivelse i tum till millimeter utan att beakta att tum-angivelsen varit felaktigt (enligt ovan). Till exempel är den sovjetiska enhetskalibern 7,62 × 39 mm egentligen 7,89 mm, men angavs till .30" vilket sedan översattes till 7,62 mm. I sin civila variant används kulor av kalibern .308 (7,83 mm) i hylsor på 39 mm, civil och militär 7,62 × 39 mm är ändå utbytbara, men med lite bristande precision.

## De äldre ryska benämningarna
I Ryssland användes länge tum som måttenhet, och då mycket militära vapen kom in från väst vid tiden kring sekelskiftet, var många gevär kaliber .30.
I Ryssland kom dessa att kallas för tre-linjers gevär, och man kallade en tiondels tum för en linje. Följaktligen motsvarade tre linjer kaliber .30.
Också i andra sammanhang användes benämningen med 1 linje för en tiondels tum.

## Luftgevär
Till luftgevär används idag oftast kaliber 4,5 mm (.177"), 5,5 mm (.22") eller 6,35 mm (.25"). Kaliber .20 (5 mm) har ännu inte blivit särskilt populär i Sverige, men används mer i både USA och Storbritannien.
Kalibern 4,5 mm / .177" är den populäraste kalibern till luftvapen, troligen främst på grund av det lägre priset på ammunition gentemot större kalibrar och är dessutom den enda tillåtna kalibern i officiella tävlingar med luftvapen. Utgångshastigheten är dessutom högre med mindre kaliber.
I äldre luftvapen användes ibland 4,44 mm, speciellt i gevär för skjutstånd på Tivoli. Flera stora tillverkare tillverkade luftgevär för skjutstånd, ofta med magasin, skjutavstånden var exempelvis 3 meter. Grövre kalibrar som 6,35 mm (.25), användes länge i olika skjutbane-gevär för pilar.

## Andra mått

### Pundtal (artilleri)
Innan metersystemet användes pundtal för givande av kaliber till artilleri. Det sattes i Sverige efter vikten i skålpund av till pjäsen passande runda järnkanonkulor, exempelvis "6-pundig kanon". Systemet förekom i Storbritanniens försvarsmakt fram till början av kalla kriget.

### Gauge (hagelkaliber)
Hos hagelammunition, då främst i avseende jakt, utgörs kalibern av diameter/längd förhållandet på patronen, där diametern mäts enligt engelskt system baserat på hur många lika stora runda kulor man kan tillverka av ett skålpund bly, vars antal återges efter den engelska termen gauge. Längden mäts i millimeter. Storleken på de enskilda haglen mäts modernt efter det amerikanska systemet för fågelhagel (birdshot). Bockhagel (buckshot) är till stor del förbjuden i Europa, särskilt Sverige.